# Treccia

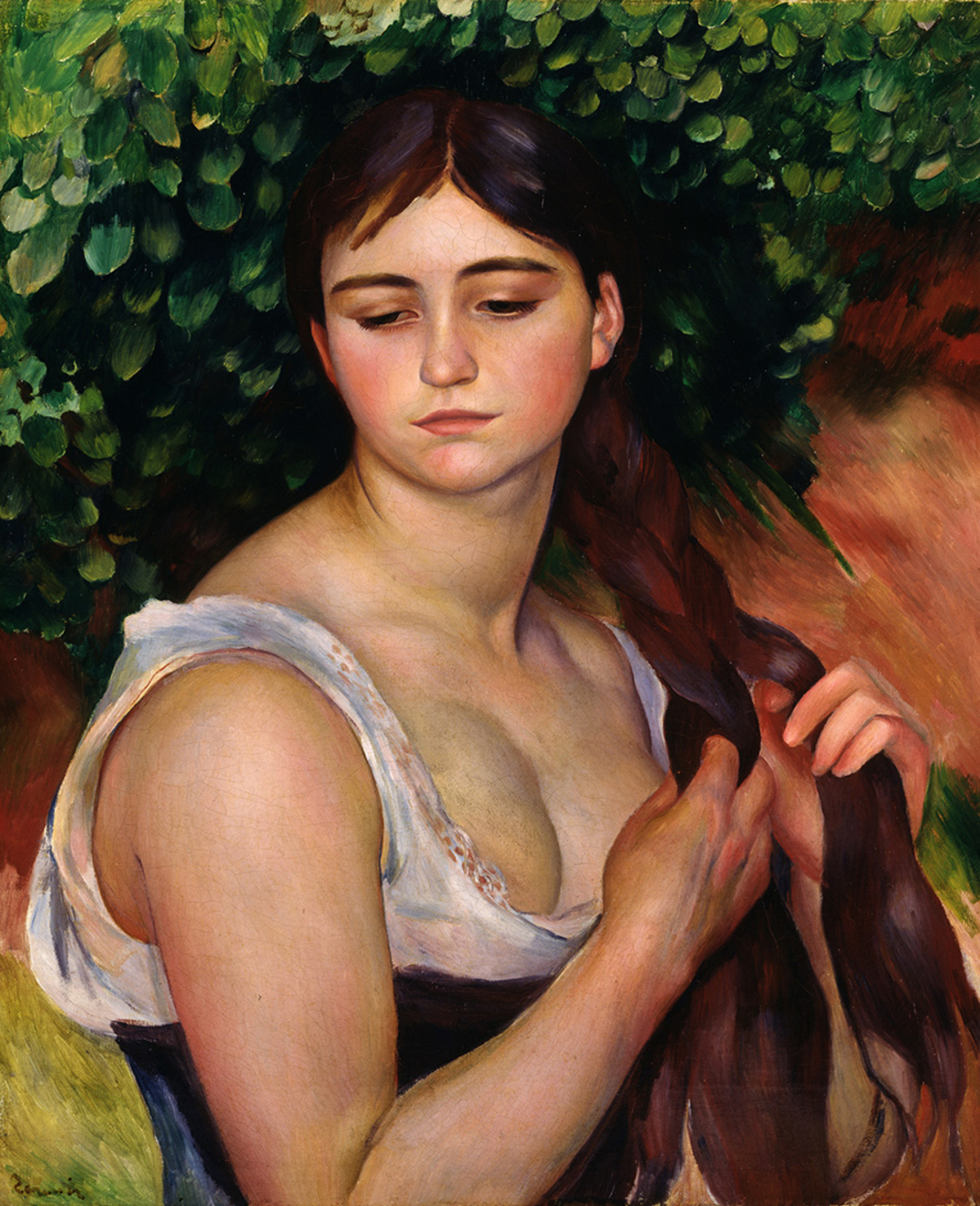
La treccia (1887) di Auguste Renoir

Una treccia è un tipo di nodo, o in generale una struttura complessa, formata dall'intrecciamento di tre o più fili di materiale flessibile come fibre tessili (vegetali, come foglie di palma, fibre di canapa, di cotone, oppure sintetiche), corde, o usata come acconciatura dei capelli.

## Acconciatura

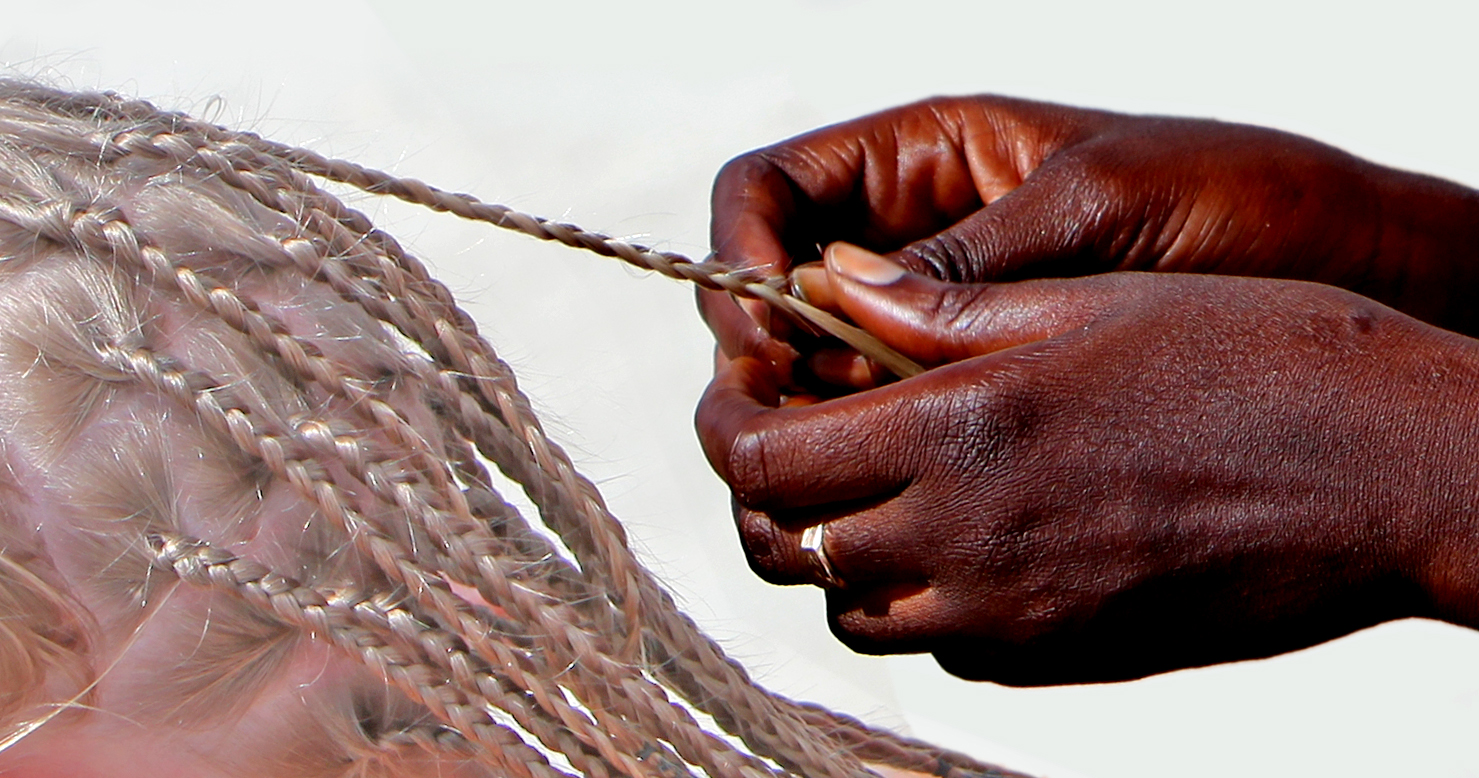
Playa de Alcudia, Maiorca, Spagna

La treccia come capigliatura risale al periodo egizio fino al 4.000 a.C. Prima ancora fu sviluppata nell'Africa occidentale come status sociale nelle tribù. Dato il tempo per creare tali acconciature, si creava socialità tra le donne locali. L'arte la si apprendeva in giovinezza guardando le donne più anziane.
L'etimologia della parola treccia non è chiara, potrebbe derivare dal greco tricha (in tre) o dal latino tricae (viluppo), trinus (di tre) o trix (capello).

## Corde e cavi

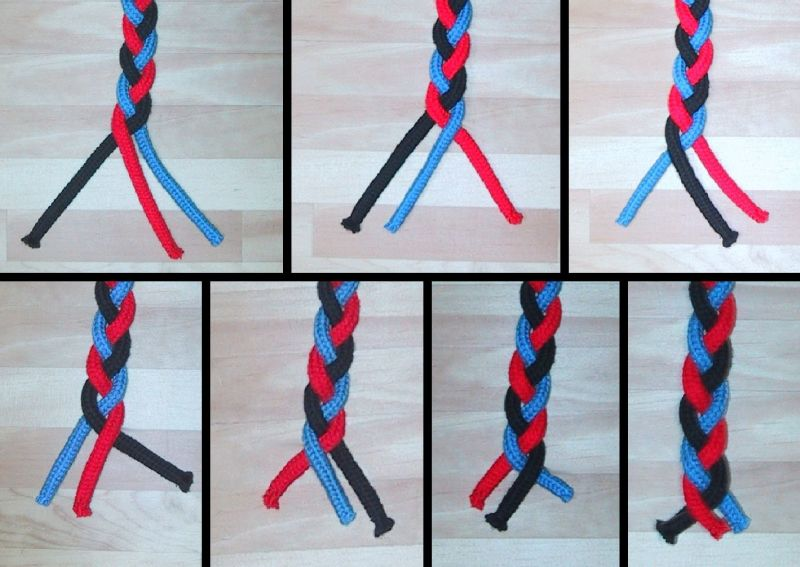
Illustrazione passo passo per la creazione di una treccia con tre fili

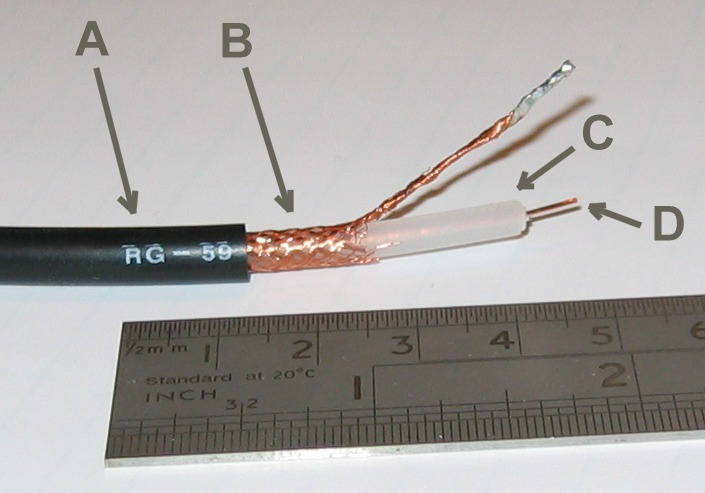
Cavo coassiale

L'intreccio crea una corda composita che è più forte dei singoli elementi non intrecciati. Caratteristica peculiare è il fatto di non attorcigliarsi durante l'uso. In elettrotecnica, treccia è uno schermo tubolare di metallo attorno ad un filo, o più fili, atto a fungere da schermo per campi elettromagnetici esterni. Un altro uso è litz wire per la trasmissione di segnali in alta frequenza, per minimizzare l'effetto pelle. Trecce piatte vengono usate anche per collegare grandi componenti tra loro (messa a terra). La treccia è usata anche per creare materiali compositi.

## Treccia australiana
Trecce con pelle di canguro sono realizzate in zone rurali d'Australia per creare Cinture, guinzagli, briglie, fruste.

## Altro

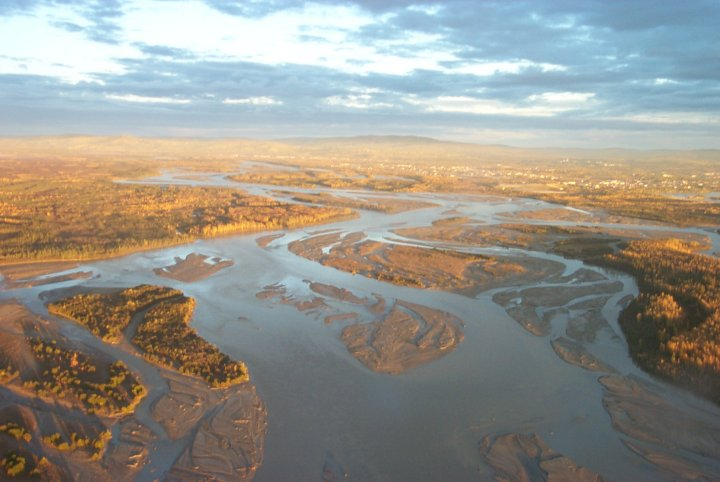
Fiume Tanana

La sedimentazione di rocce erose in un fiume porta alla creazione di isole con forma a treccia. Tali canali si chiamano canali intrecciati.

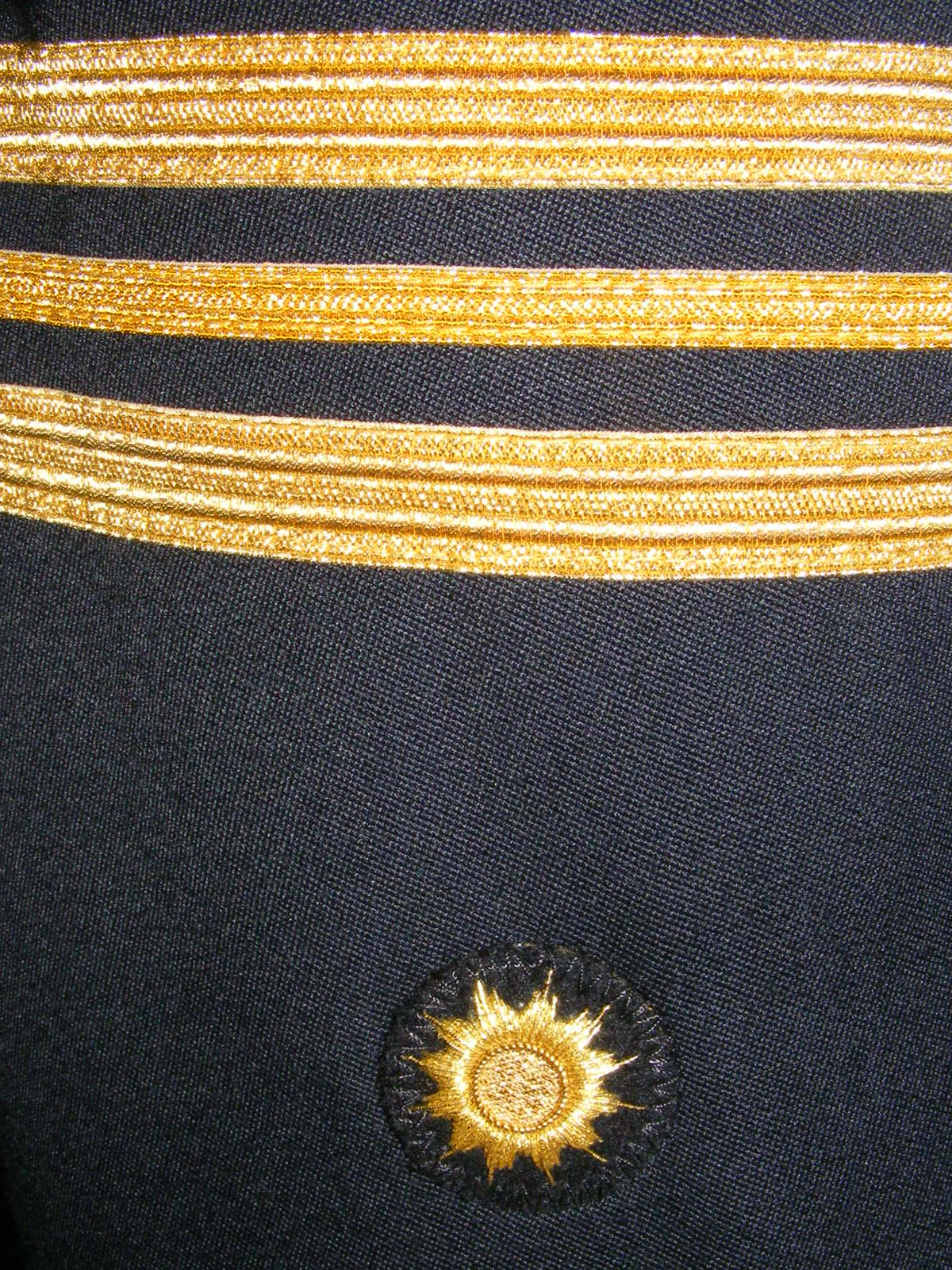
Una treccia in oro su un'uniforme